# Wim de Tello

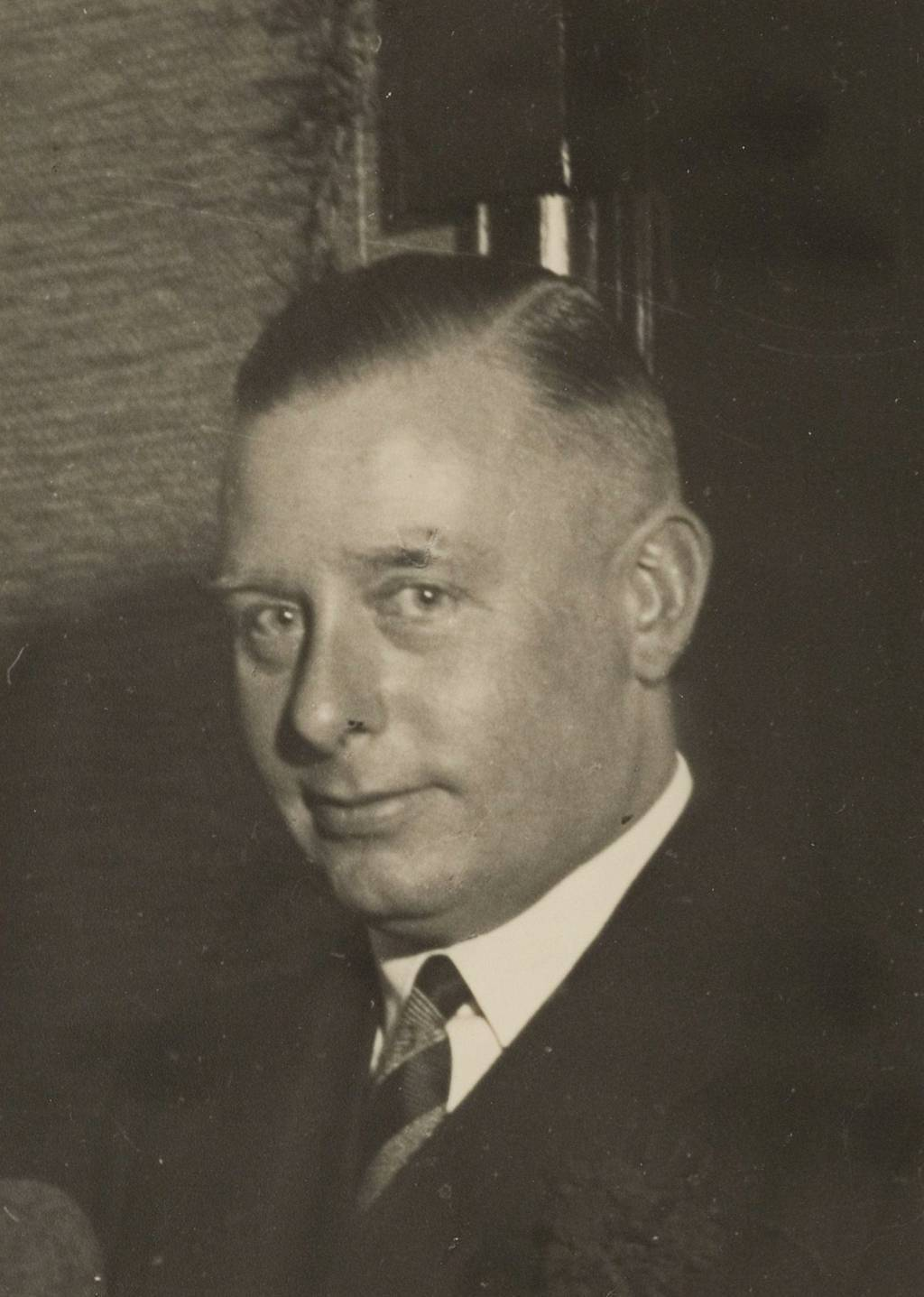
Wim de Tello

Willem Adolf de Tello (Haarlem, 30 januari 1901 - Leusderheide bij Amersfoort, 5 februari 1943) was een Nederlandse verzetsheld tijdens de Duitse bezetting.
De Tello was vanaf 1932 als sportverslaggever in dienst van De Arbeiderspers in Amsterdam en sinds 1931 gemeenteraadslid voor de SDAP in Heemstede.  Daarnaast was hij voorzitter van de Heemsteedse Schaakclub en bestuurslid van de Heemsteedse Sportparken. 
In de loop van 1941 raakte hij betrokken bij het vervaardigen en verspreiden van de illegale krant Het Parool. Nadat de vorige uitgever het voortzetten te gevaarlijk achtte, benaderde De Tello drukker Wim Gertenbach in Zandvoort, die voor de oorlog SDAP-drukwerk had verzorgd. Vanaf 15 november 1941 (nr. 28) vervaardigde De Tello Het Parool in een oplage van 7000–8000 exemplaren. 
Nadat Gertenbach op 31 januari 1942 was gearresteerd, vond de Sicherheitspolizei in zijn drukkerij een pakketje bladen, voorzien van het adres van De Tello. Drie dagen later werd hij in de val gelokt door de voor de Sipo werkende Haagse politierechercheurs Poos en Slagter en in café Boekenroode in Heemstede gearresteerd. 
In Utrecht stonden De Tello en Gertenbach samen met eenentwintig andere verdachten terecht bij het eerste Parool-proces. Op 19 december 1942 werden zij met vijftien andere Parool-mensen ter dood veroordeeld.  
Vroeg in de ochtend van 5 februari 1943 is het doodvonnis op de Leusderheide bij Soesterberg voltrokken. De Tello schreef in zijn afscheidsbrief "Zeg tegen ieder van onze kennissen, die er zoo velen zijn van de partij en in Heemstede, dat ik mijn leven graag gegeven heb in de rotsvaste overtuiging, dat wij zegevieren."
Na zijn dood werd De Tello in een massagraf begraven. Op 19 december 1945 is hij op de Eerebegraafplaats te Overveen herbegraven.